# FINA Water Polo World League 2014 (femminile)
La World League femminile di pallanuoto 2014 è stata l'11ª edizione della manifestazione organizzata annualmente dalla FINA. La competizione si è svolta tra il 19 novembre 2013 e il 15 giugno 2014. La Super Final si è disputata dal 10 al 15 giugno a Kunshan, per il quarto anno consecutivo in Cina. Gli Stati Uniti hanno vinto il torneo per l'ottava volta.

## Turno di qualificazione

### Europa
Il turno di qualificazione europeo si è svolto dal 19 novembre 2013 al 22 aprile 2014. Le squadre sono state divise in due gironi che si sono disputati con gare di andata e ritorno; le prime due di ciascun girone hanno conquistato la qualificazione per la Super Final.

#### Gruppo A
|    | Squadra     | Pti | G | V | VR | PR | P | GF | GS | DR  |
| -- | ----------- | --- | - | - | -- | -- | - | -- | -- | --- |
| 1. | Spagna      | 9   | 4 | 3 | 0  | 0  | 1 | 46 | 36 | +10 |
| 2. | Russia      | 6   | 4 | 2 | 0  | 0  | 2 | 54 | 48 | +6  |
| 3. | Regno Unito | 3   | 4 | 1 | 0  | 0  | 3 | 36 | 52 | -16 |

| Data     | Ora   | Sede       | Gara        | Gara  | Gara        |
| -------- | ----- | ---------- | ----------- | ----- | ----------- |
| 19-11-13 | 20:00 | Čeljabinsk | Russia      | 11-13 | Spagna      |
| 17-12-13 | 19:30 | Manchester | Regno Unito | 9-12  | Russia      |
| 21-01-14 | 21:00 | Barcellona | Spagna      | 13-5  | Regno Unito |
| 18-02-14 | 19:30 | Madrid     | Spagna      | 13-11 | Russia      |
| 18-03-14 | 20:00 | Čeljabinsk | Russia      | 20-13 | Regno Unito |
| 22-04-14 | 19:30 | Manchester | Regno Unito | 9-7   | Spagna      |

#### Gruppo B
|    | Squadra  | Pti | G | V | VR | PR | P | GF | GS | DR |
| -- | -------- | --- | - | - | -- | -- | - | -- | -- | -- |
| 1. | Italia   | 9   | 4 | 3 | 0  | 0  | 1 | 43 | 40 | +3 |
| 2. | Grecia   | 6   | 4 | 2 | 0  | 0  | 2 | 42 | 41 | +1 |
| 3. | Ungheria | 3   | 4 | 1 | 0  | 0  | 3 | 41 | 45 | -4 |

| Data     | Ora   | Sede           | Gara     | Gara  | Gara     |
| -------- | ----- | -------------- | -------- | ----- | -------- |
| 19-11-13 | 20:00 | Atene          | Grecia   | 9-12  | Italia   |
| 17-12-13 | 19:30 | Catania        | Italia   | 9-7   | Ungheria |
| 21-01-14 | 20:00 | Atene          | Grecia   | 14-11 | Ungheria |
| 18-02-14 | 20:00 | Imperia        | Italia   | 10-9  | Grecia   |
| 18-03-14 | 18:20 | Budapest       | Ungheria | 15-12 | Italia   |
| 22-04-14 | 18:00 | Székesfehérvár | Ungheria | 8-10  | Grecia   |

### Torneo intercontinentale
Il torneo di qualificazione intercontinentale si è svolto dal 20 al 22 maggio 2014 a Riverside, negli Stati Uniti. Le squadre sono state divise in due gironi all'italiana; le prime due di ciascun girone e la migliore terza hanno ottenuto la qualificazione per la Super Final.

#### Gruppo A
|    | Squadra     | Pti | G | V | VR | PR | P | GF | GS | DR  |
| -- | ----------- | --- | - | - | -- | -- | - | -- | -- | --- |
| 1. | Stati Uniti | 8   | 3 | 2 | 1  | 0  | 0 | 42 | 21 | +21 |
| 2. | Canada      | 7   | 3 | 2 | 0  | 1  | 0 | 47 | 25 | +22 |
| 3. | Giappone    | 2   | 3 | 0 | 1  | 0  | 2 | 22 | 39 | -17 |
| 4. | Kazakistan  | 1   | 3 | 0 | 0  | 1  | 2 | 22 | 48 | -26 |

| Data     | Ora   | Gara        | Gara      | Gara       |
| -------- | ----- | ----------- | --------- | ---------- |
| 20-05-14 | 16:30 | Canada      | 21-7      | Spagna     |
| 20-05-14 | 19:30 | Stati Uniti | 14-5      | Giappone   |
| 21-05-14 | 16:30 | Stati Uniti | 16-5      | Kazakistan |
| 21-05-14 | 19:30 | Canada      | 15-6      | Giappone   |
| 22-05-14 | 16:30 | Stati Uniti | 12-11 dtr | Canada     |
| 22-05-14 | 19:30 | Kazakistan  | 10-11 dtr | Giappone   |

#### Gruppo B
|    | Squadra   | Pti | G | V | VR | PR | P | GF | GS | DR  |
| -- | --------- | --- | - | - | -- | -- | - | -- | -- | --- |
| 1. | Australia | 9   | 3 | 3 | 0  | 0  | 0 | 39 | 16 | +23 |
| 2. | Cina      | 6   | 3 | 2 | 0  | 0  | 1 | 42 | 25 | +17 |
| 3. | Brasile   | 3   | 3 | 1 | 0  | 0  | 2 | 24 | 19 | +5  |
| 4. | Venezuela | 0   | 3 | 0 | 0  | 0  | 3 | 8  | 53 | -45 |

| Data     | Ora   | Gara      | Gara  | Gara      |
| -------- | ----- | --------- | ----- | --------- |
| 20-05-14 | 15:00 | Venezuela | 2-12  | Brasile   |
| 20-05-14 | 18:00 | Australia | 13-10 | Cina      |
| 21-05-14 | 15:00 | Cina      | 24-6  | Venezuela |
| 21-05-14 | 18:00 | Australia | 9-6   | Brasile   |
| 22-05-14 | 15:00 | Australia | 17-0  | Venezuela |
| 22-05-14 | 18:00 | Cina      | 8-6   | Brasile   |

## Super Final
Le otto squadre qualificate sono state divise in due gironi all'italiana: in base alla classifica dei due gruppi, si sono stabiliti gli accoppiamenti per la fase a eliminazione diretta.

### Fase a gironi

#### Gruppo A
|    | Squadra     | Pti | G | V | VR | PR | P | GF | GS | DR  |
| -- | ----------- | --- | - | - | -- | -- | - | -- | -- | --- |
| 1. | Stati Uniti | 8   | 3 | 2 | 1  | 0  | 0 | 35 | 20 | +15 |
| 2. | Spagna      | 4   | 3 | 1 | 0  | 1  | 1 | 26 | 29 | -3  |
| 3. | Canada      | 3   | 3 | 1 | 0  | 0  | 2 | 24 | 34 | -10 |
| 4. | Russia      | 3   | 3 | 0 | 1  | 1  | 1 | 38 | 40 | -2  |

| Data     | Ora   | Gara        | Gara      | Gara   |
| -------- | ----- | ----------- | --------- | ------ |
| 10-06-14 | 15:00 | Spagna      | 6-5       | Canada |
| 10-06-14 | 18:00 | Stati Uniti | 11-10 dtr | Russia |
| 11-06-14 | 15:00 | Stati Uniti | 16-5      | Canada |
| 11-06-14 | 18:00 | Russia      | 16-15 dtr | Spagna |
| 12-06-14 | 15:00 | Stati Uniti | 8-5       | Spagna |
| 12-06-14 | 18:00 | Canada      | 14-12     | Russia |

#### Gruppo B
|    | Squadra   | Pti | G | V | VR | PR | P | GF | GS | DR  |
| -- | --------- | --- | - | - | -- | -- | - | -- | -- | --- |
| 1. | Italia    | 9   | 3 | 3 | 0  | 0  | 0 | 36 | 24 | +12 |
| 2. | Australia | 6   | 3 | 2 | 0  | 0  | 1 | 36 | 24 | +12 |
| 3. | Cina      | 3   | 3 | 1 | 0  | 0  | 2 | 26 | 32 | -6  |
| 4. | Brasile   | 0   | 3 | 0 | 0  | 0  | 3 | 16 | 34 | -18 |

| Data     | Ora   | Gara      | Gara  | Gara      |
| -------- | ----- | --------- | ----- | --------- |
| 10-06-14 | 16:30 | Australia | 12-5  | Brasile   |
| 10-06-14 | 19:30 | Italia    | 12-9  | Cina      |
| 11-06-14 | 16:30 | Italia    | 13-5  | Brasile   |
| 11-06-14 | 19:30 | Australia | 14-8  | Cina      |
| 12-06-14 | 16:30 | Italia    | 11-10 | Australia |
| 12-06-14 | 19:30 | Cina      | 9-6   | Brasile   |

### Fase a eliminazione diretta
|  | Quarti di finale | Quarti di finale |                |           | Semifinali                | Semifinali                |  |  | Finale         | Finale |
|  |                  |                  |                |           |                           |                           |  |  |                |        |
|  | 13-06-14 15:00   |                  |                |           |                           |                           |  |  |                |        |
|  |                  |                  |                |           |                           |                           |  |  |                |        |
|  | Spagna           | 8                |                |           |                           |                           |  |  |                |        |
|  | Spagna           | 8                | 14-06-14 18:00 |           |                           |                           |  |  |                |        |
|  | Cina             | 9                |                |           |                           |                           |  |  |                |        |
|  | Cina             | 9                | Cina           | 8         |                           |                           |  |  |                |        |
|  | 13-06-14 19:30   |                  | Cina           | 8         |                           |                           |  |  |                |        |
|  |                  | Italia           | 9              |           |                           |                           |  |  |                |        |
|  | Russia           | Italia           | 9              | 5         |                           |                           |  |  |                |        |
|  | Russia           |                  | 15-06-14 19:30 | 5         |                           |                           |  |  |                |        |
|  | Italia           | 6                |                |           |                           |                           |  |  |                |        |
|  | Italia           | 6                | Italia         | 8         |                           |                           |  |  |                |        |
|  | 13-06-14 16:30   |                  | Italia         | 8         |                           |                           |  |  |                |        |
|  |                  | Stati Uniti      | 10             |           |                           |                           |  |  |                |        |
|  | Canada           | Stati Uniti      | 10             | 7         |                           |                           |  |  |                |        |
|  | Canada           | 14-06-14 19:30   |                | 7         |                           |                           |  |  |                |        |
|  | Australia        | 8                |                |           |                           |                           |  |  |                |        |
|  | Australia        | 8                | Australia      | 4         | Finale per il terzo posto | Finale per il terzo posto |  |  |                |        |
|  | 13-06-14 18:00   |                  | Australia      | 4         | Finale per il terzo posto | Finale per il terzo posto |  |  |                |        |
|  |                  | Stati Uniti      | 13             |           |                           |                           |  |  |                |        |
|  | Stati Uniti      | Stati Uniti      | 13             | 11        | Cina                      | 2                         |  |  |                |        |
|  | Stati Uniti      |                  |                | 11        | Cina                      | 2                         |  |  |                |        |
|  | Brasile          | 1                |                | Australia | 7                         |                           |  |  |                |        |
|  | Brasile          | 1                |                |           | 7                         |                           |  |  |                |        |
|  |                  |                  |                |           |                           |                           |  |  | 15-06-14 18:00 |        |
|  |                  |                  |                |           |                           |                           |  |  |                |        |

|  | Semifinali 5º/8º posto | Semifinali 5º/8º posto | Semifinali 5º/8º posto |        |        | Finale 5º posto | Finale 5º posto | Finale 5º posto |  |
|  |                        |                        |                        |        |        |                 |                 |                 |  |
|  | Spagna                 | Spagna                 | 19                     |        |        |                 |                 |                 |  |
|  | Spagna                 | Spagna                 | 19                     |        |        |                 |                 |                 |  |
|  | Russia                 | Russia                 | 6                      |        |        |                 |                 |                 |  |
|  | Russia                 | Russia                 | 6                      |        | Spagna | Spagna          | 8               |                 |  |
|  |                        |                        |                        |        | Spagna | Spagna          | 8               |                 |  |
|  |                        |                        | Canada                 | Canada | 7      |                 |                 |                 |  |
|  | Canada                 | Canada                 | Canada                 | Canada | 7      | 8               |                 |                 |  |
|  | Canada                 | Canada                 |                        |        |        | 8               |                 |                 |  |
|  | Brasile                | Brasile                | 5                      |        |        | Finale 7º posto | Finale 7º posto | Finale 7º posto |  |
|  | Brasile                | Brasile                | 5                      |        |        |                 |                 |                 |  |
|  |                        |                        |                        |        |        |                 |                 |                 |  |
|  |                        |                        |                        |        |        | Russia          | Russia          | 8               |  |
|  |                        |                        |                        |        |        | Russia          | Russia          | 8               |  |
|  |                        |                        |                        |        |        | Brasile         | Brasile         | 7               |  |